# Bekim Jashari
Bekim Hamëz Jashari (ur. 28 stycznia 1975 w Prekaz i Epërm) – kosowski polityk, burmistrz Srbicy w latach 2017-2021.

## Życiorys
W latach 90. XX wieku wyemigrował do Niemiec, gdzie pracował w przedsiębiorstwie BMW.
Po powrocie do Kosowa zaangażował się w działalność polityczną. 22 października 2017 roku odbyły się wybory na urząd burmistrza Srbicy, w których Bekim Jashari wziął udział jako niezależny kandydat, popierany przez Demokratyczną Partię Kosowa; zajął pierwsze miejsce z wynikiem 85,77%. Funkcję burmistrza pełnił do 30 listopada 2021 roku.

## Wyniki wyborcze
| Wybory | Komitet wyborczy    | Organ            | Okręg | Wynik           |
| ------ | ------------------- | ---------------- | ----- | --------------- |
| 2017   | niezależny kandydat | burmistrz Srbicy | –     | 12 618 (85,77%) |

## Życie prywatne
Jest synem Feride i Hamëza, którego brat był jednym z głównych działaczy UÇK.